# 拉韦德拉斯卡尔萨达斯
拉韦德拉斯卡尔萨达斯，是西班牙卡斯蒂利亚-莱昂布尔戈斯省的一个市镇。总面积10平方公里，总人口221人（2001年），人口密度22人/平方公里。